# 南边民居
南边民居，又称南边古民居，位于中华人民共和国湖北省宜昌市夷陵区黄花镇张家口村南边，是一处清代古建筑群。现为全国重点文物保护单位。

## 概述

### 南边
南边是位于黄柏河西支左岸的一处小山村，名称由来有两种说法，一是是清帝曾赐给民居主人一额楠木匾，后人取“楠匾”谐音得名；一说山村位于大良山断崖的南边得名。在南边村落境内的半山腰上，有十几处拥有鄂西传统建筑特色的古民居，这些民居散布于山坡但又相对集中。

### 南边民居
国保“南边民居”所认定的建筑群，由“老号”与“宝和”两座单体天井院落组成。这两处建筑也是南边十几处民居中历史最为悠久、建筑最为气派的两座。两座院落坐南朝北，背靠大山前临河谷，“老号”位于坎上，“宝和”位于坎下，两座院落相距200米左右。根据一块石碑的铭文，南边古民居建于清嘉庆6年（1801年），前后历经多次扩建改建，当下留存的建筑建于咸丰年间。
“老号”原有天井13座，现保存完好7座，占地665.3平方米，“宝和”则比“老号”大一半。两座院落中土木砖石构建精美，国家文物局在南边古民居中曾进行可移动文物的普查登记，“三雕（砖雕、石雕、木雕）”可移动文物达36件，雕刻的内容含花鸟鱼虫、神话传说等。
南边民居本为易家财产，后逐渐衰败。中华人民共和国成立后，受政策影响，“老号”与“宝和”都分给了村民居住（包括一些易氏家族成员）。

### 易氏家族
据宗谱所载，“老号”是易家的祖屋，主人为易国学易国簧兄弟，祖上戴圣公因躲避战乱来到此大山深处，其父易忠祚本为垦土村民，在地里挖出祖先遗留的财宝，后在村中购地建房。在南边，易国学以诗书著称，易国簧以武艺著称，被称为“文庠生”与“武庠生”。易国学长子易起伦（1802—1854）为东湖县太学生，后官至二品，易起伦两子易贤典（1824—1904）、易贤谟（1829—1907）在清末皆曾官至五品，此二人告老还乡后在南边发展家业，易贤典在“老号”旁修建了“宝和”，而易贤谟将“老号”扩建。此后易家后人在南边修建了数处大庄园。然而在清末民初之后，易家不少人丁沾染鸦片，不少庄园就此衰落。

### 抗日战争期间
自1941年5月宜昌沦陷后，中国军队退守南津关山地，南边位于江北陆路进川的必经之地，成为了抵抗日军侵略的“桥头堡”。国民革命军陆军第七十五军预四师师部便设置在南边，为防备日军轰炸，村民又将南边民居的外墙涂成了黑色。一次易家的易南星曾送鸦片给预四师一团长治病被发现，师部罚款5000大洋用以开办学校，学校依预四师番号称“刚正民众小学”，该小学便设置在南边古民居。

## 图集

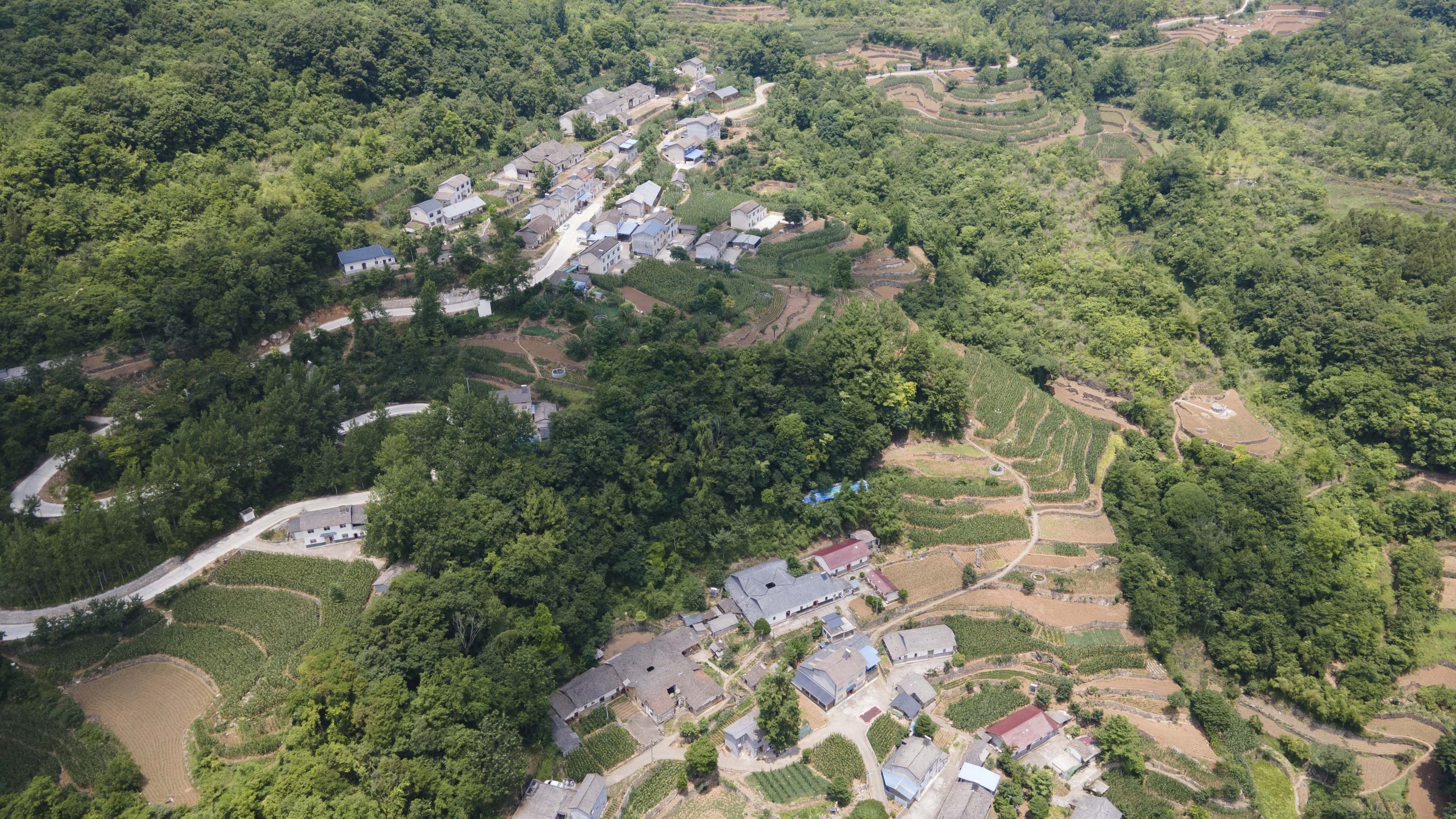
南边村落中还有其它类似的天井院落
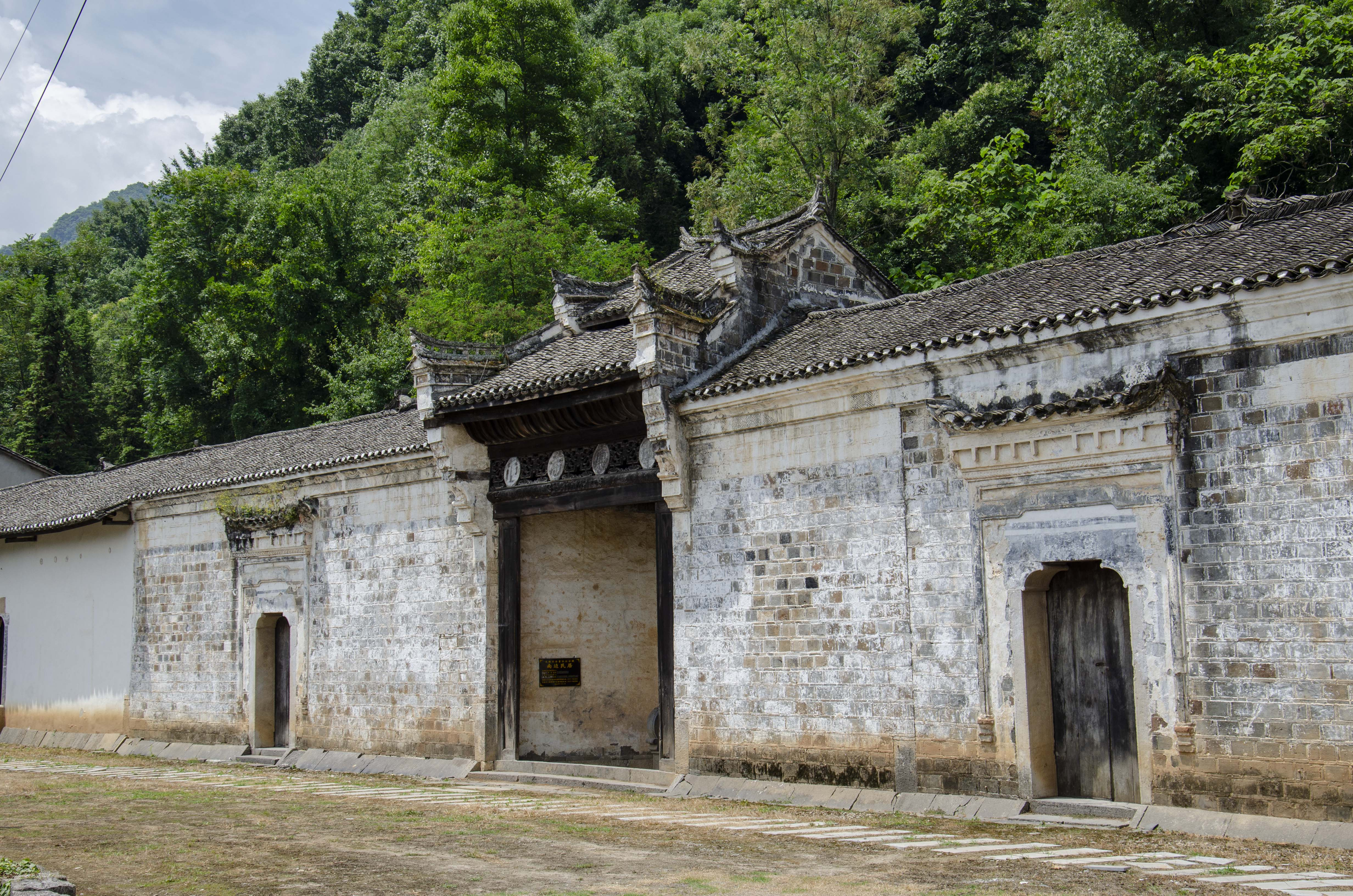
“老号”正面
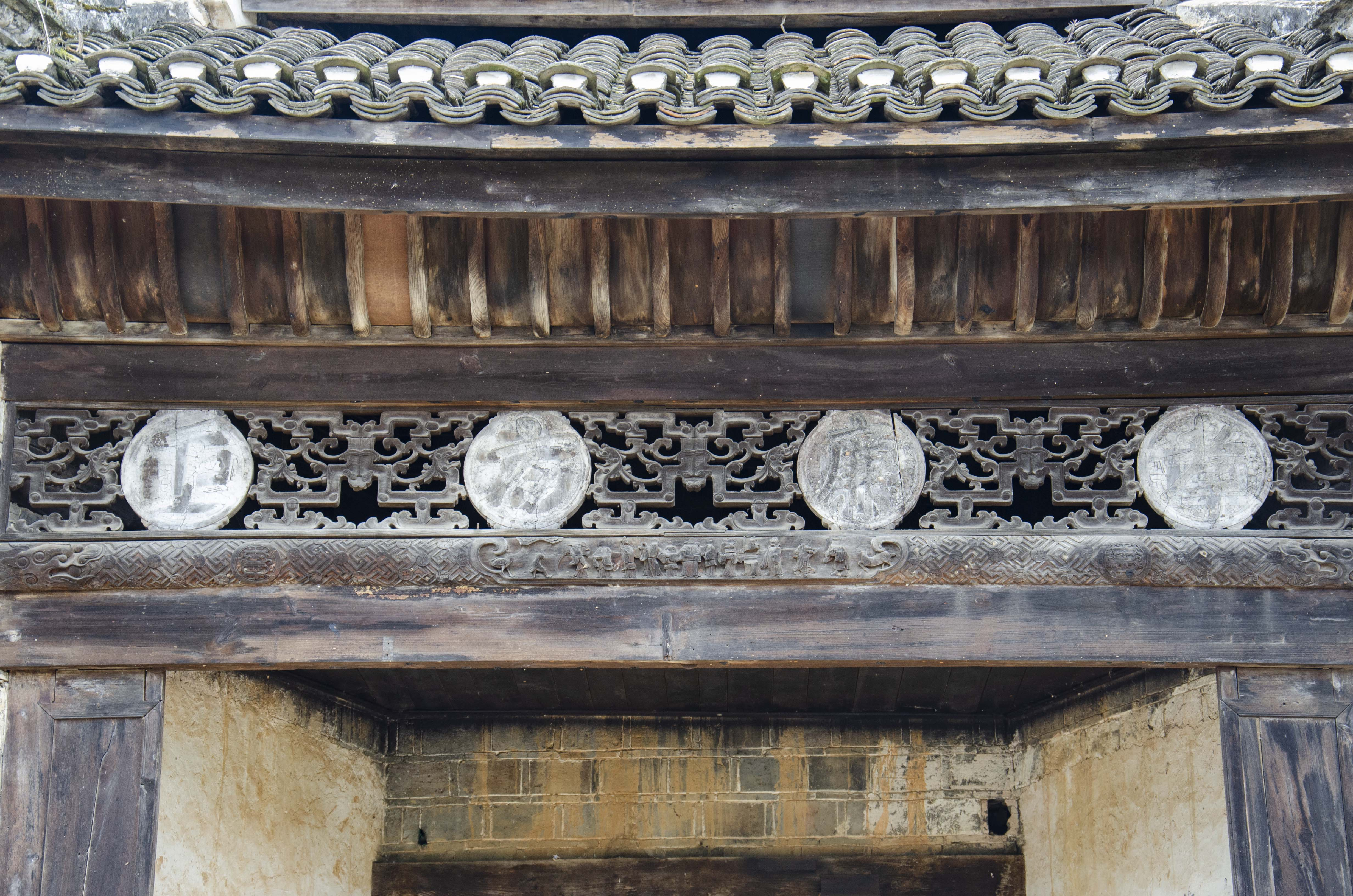
“老号”门头，可见“孝廉方正”四字
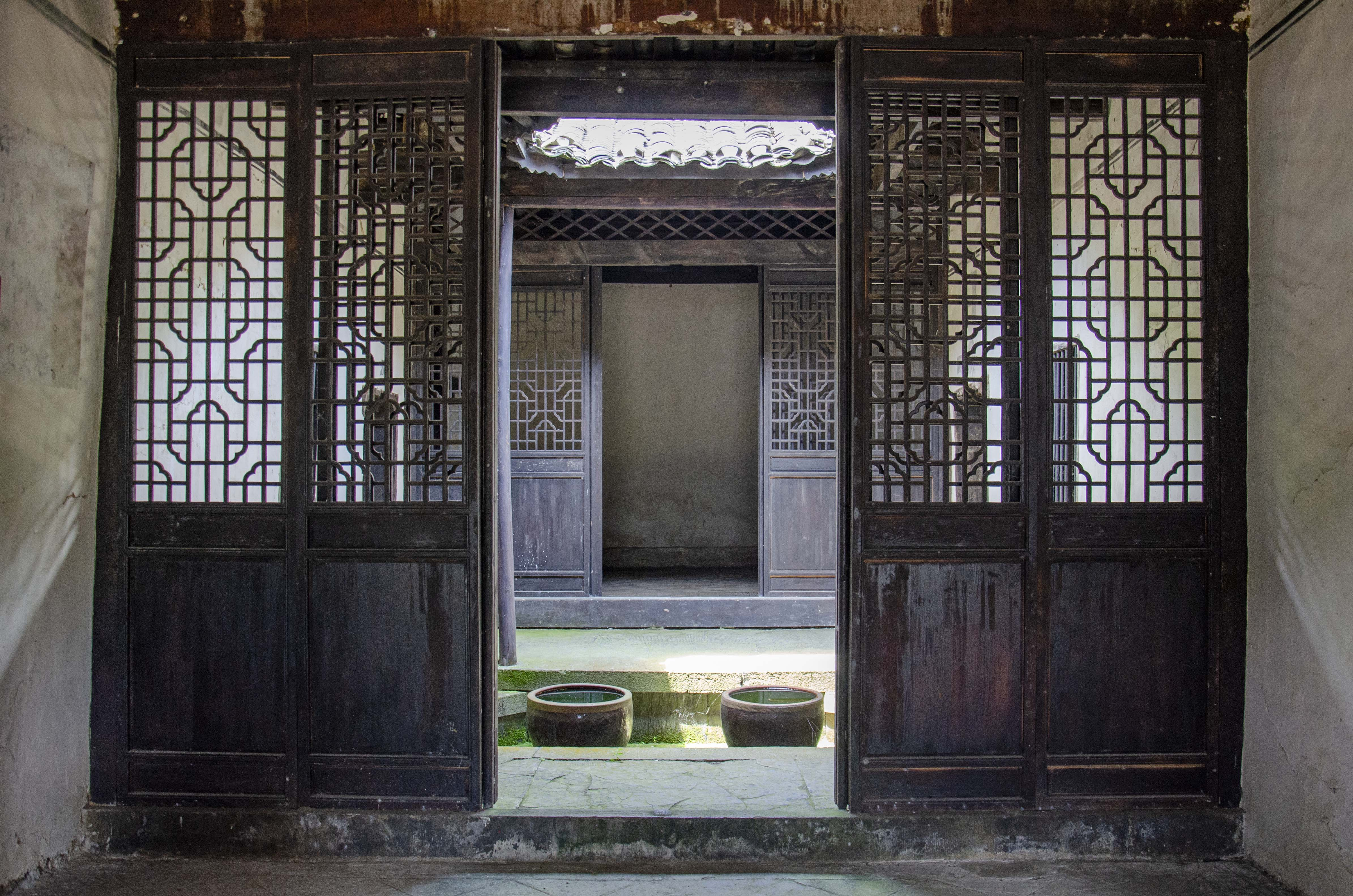
从“老号”的堂屋望第二进天井
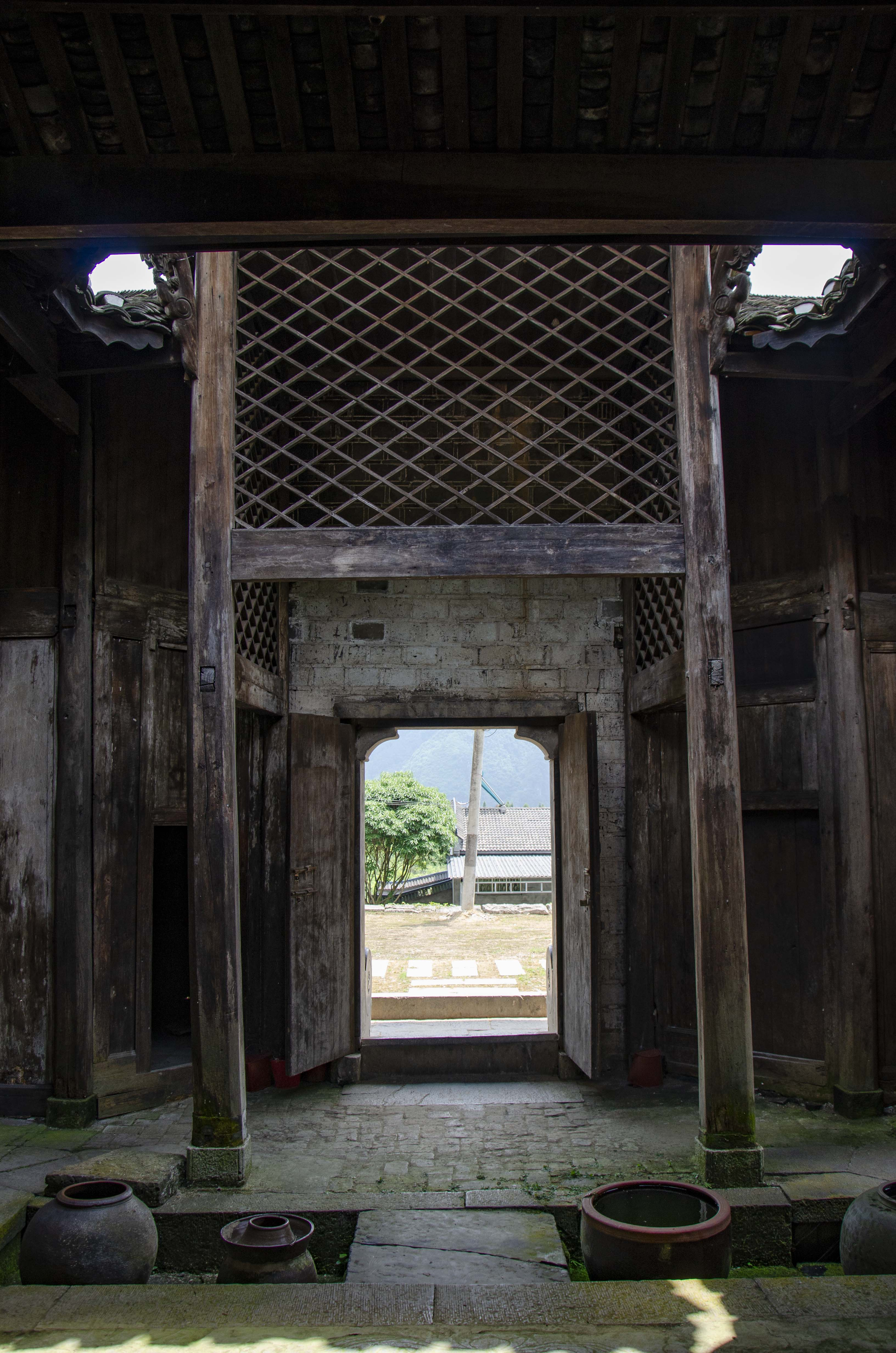
从“老号”的堂屋望第一进天井及大门
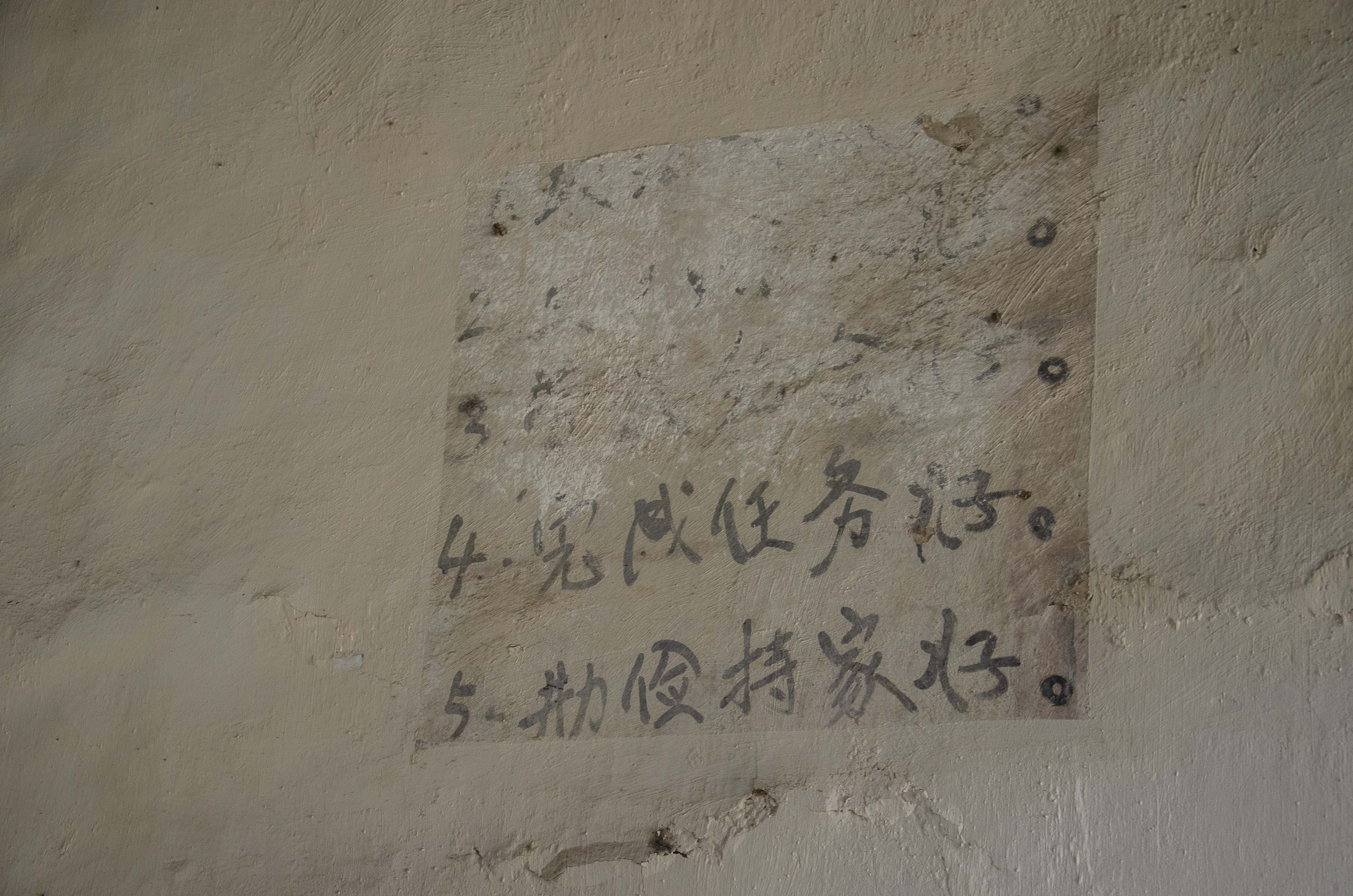
“老号”内部的标语残留
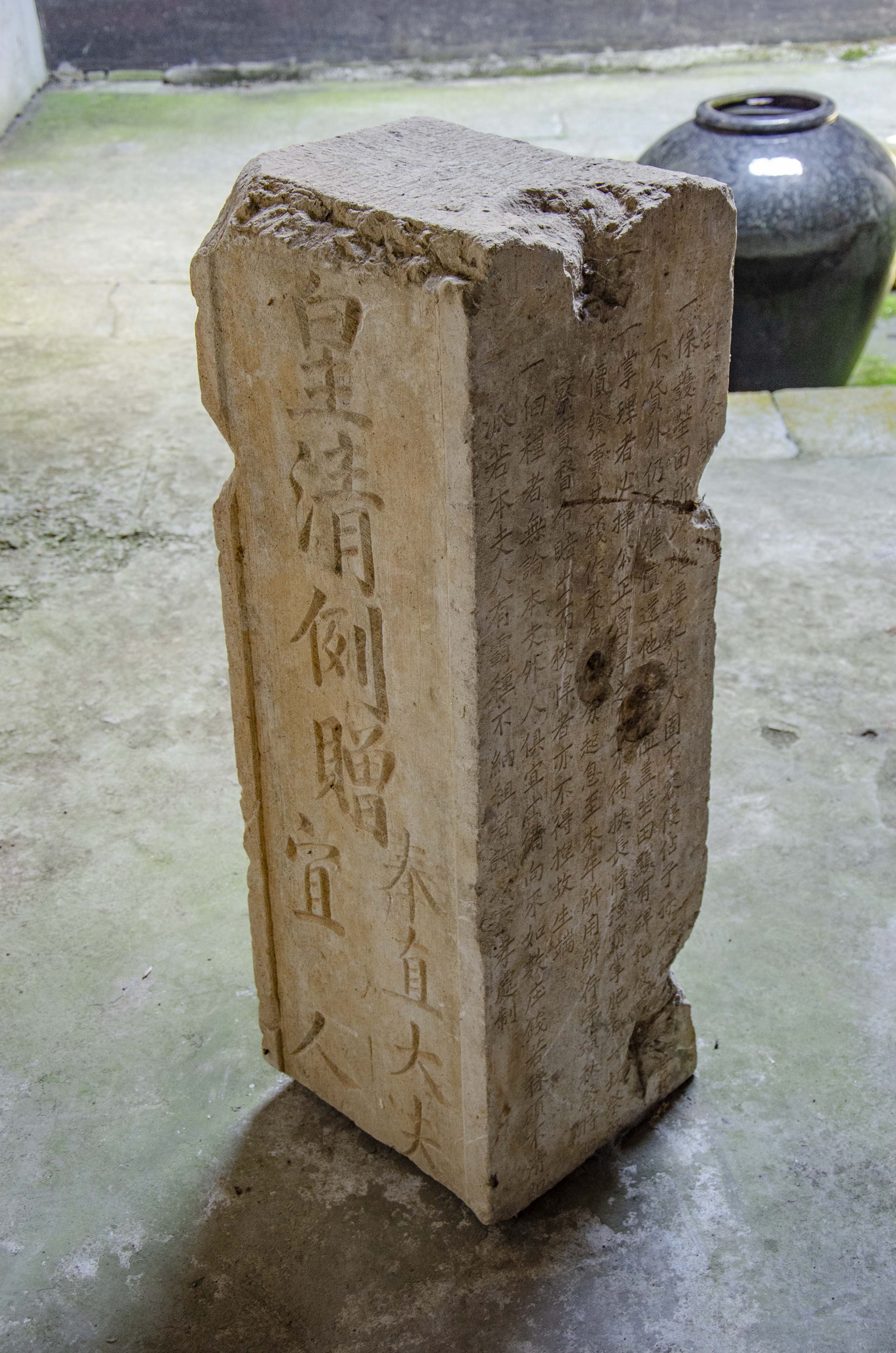
“老号”内部的石碑
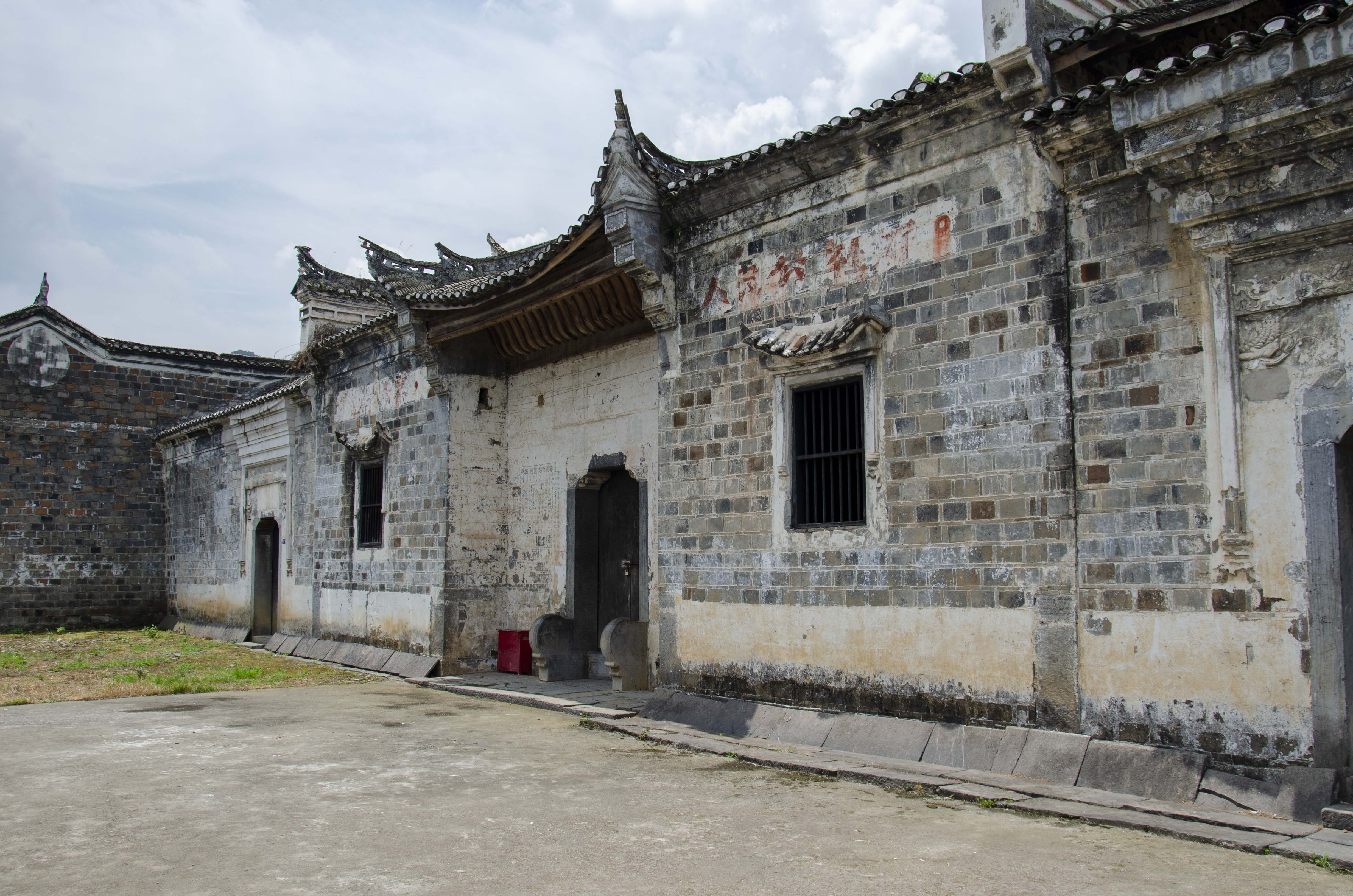
“宝和”正面，可见“农业学大寨”、“人民公社好”标语
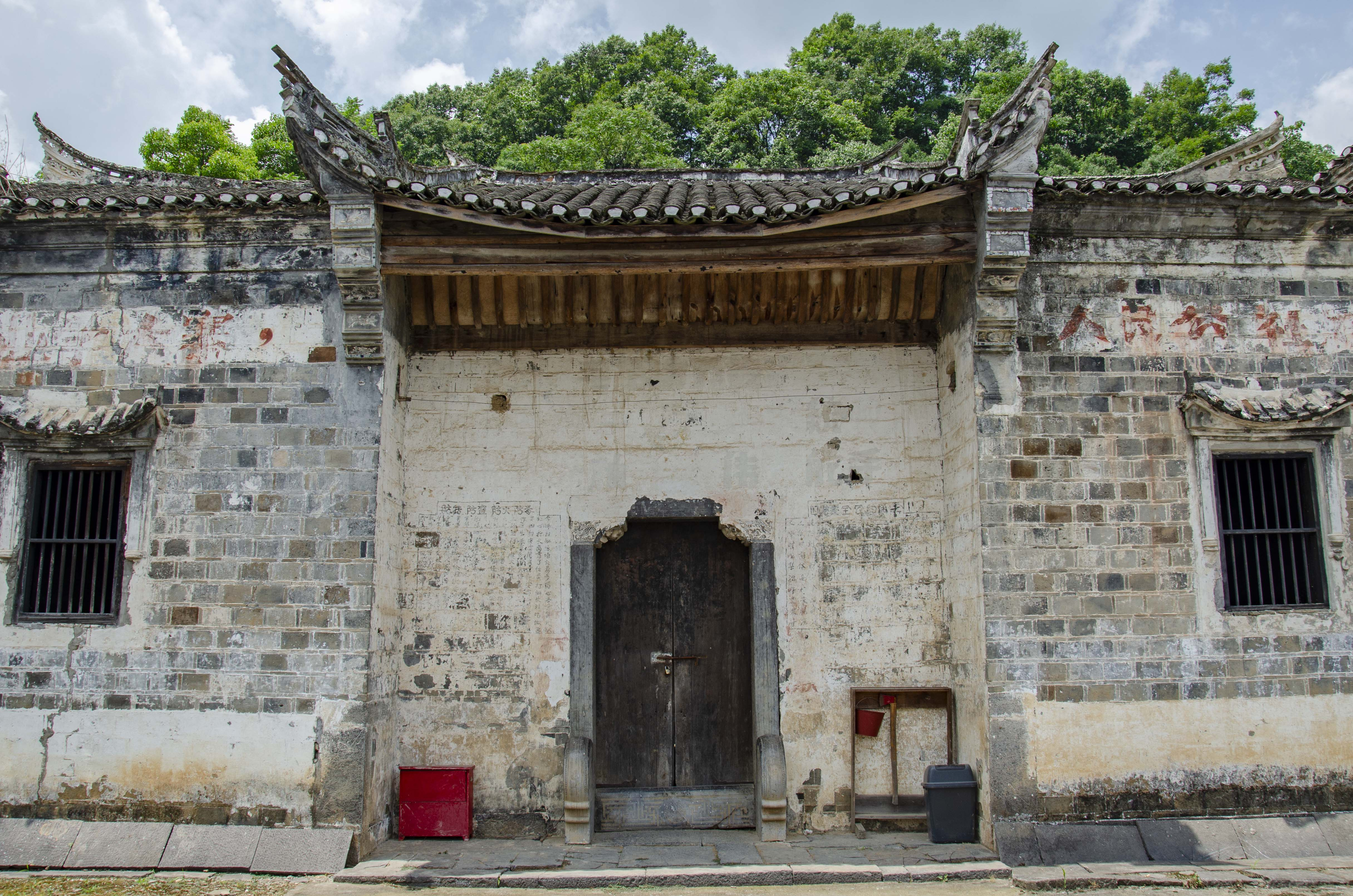
“宝和”正门
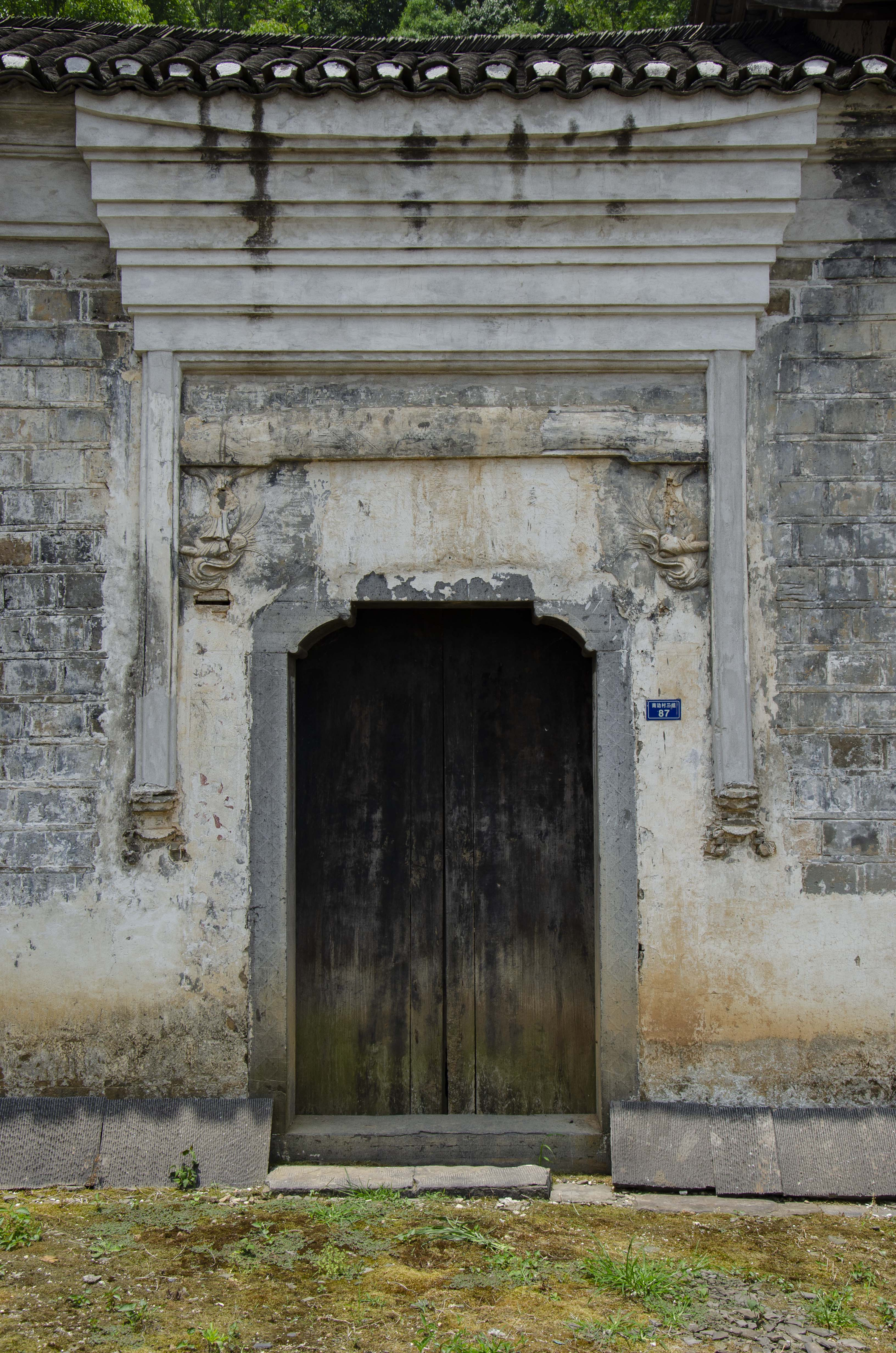
“宝和”侧门

## 文物保护情况
2008年3月27日，被湖北省人民政府列入第五批湖北省文物保护单位；2019年10月7日，被中华人民共和国国务院列入第八批全国重点文物保护单位。
其保护范围为：南边民居及周围一定范围。以南边民居“老号”大门为基点，向东面延伸38米至大凉山公路边，向南面延伸130米至陈灵波屋山墙，向西面延伸28米至七洞坡山脚，向北面延伸30米至黄成林屋山墙。
其建设控制地带为：以保护范围为界，东面向外延伸50米至易德常屋后，南面向外延伸80米至易正明屋门口，西面向外延伸30米至七洞坡山顶，北面向外延伸32米至村水池。